# Geogepa
Geogepa is een geslacht van vlinders uit de onderfamilie Tortricinae van de familie bladrollers (Tortricidae). De wetenschappelijke naam van het geslacht is voor het eerst geldig gepubliceerd in 1977 door Józef Razowski.
De typesoort van het geslacht is Geogepa zeuxidia Razowski, 1977.

## Soorten
- Geogepa malacotorna
- Geogepa monticola
- Geogepa nigropunctata
- Geogepa pedaliota
- Geogepa promiscua
- Geogepa stenochorda
- Geogepa striatula
- Geogepa zeuxidia